# سوبورغاتوري
سوبورغاتوري (بالإنجليزية: Suburgatory)‏ هو مسلسل سيتكوم أمريكي، من تأليف إيميلي كابنيك وتم عرض المسلسل على هيئة الإذاعة الأمريكية، تم البدأ في عرضه في 28 سبتمبر 2011 وإنتهى عرضه في 14 مايو 2014، معنى اسم المسلسل هو ضاحية المطهر من suburban و purgatory، المسلسل من بطولة جيرمي سيستو وجين ليفي وأنا غاستيير وريكس لي، المسلسل يتكلم عن جورج ألتمان وهو أب أعزب لإبنة يقرر الرحيل من نيويورك، لكي يؤمن لإبنته المراهقة تيزا حياة أفضل، وقد تم عرض هذا المسلسل على قناة إم بي سي 4 مترجم بالسبتايتل العربي في سنة 2014.

## وصلات خارجية
- سوبورغاتوري على موقع IMDb (الإنجليزية)
- سوبورغاتوري على موقع روتن توميتوز (الإنجليزية)
- سوبورغاتوري على موقع كينوبويسك (الروسية)
- سوبورغاتوري على موقع ألو سيني (الفرنسية)
- سوبورغاتوري على موقع قاعدة بيانات الفيلم (الإنجليزية)

- http://www.imdb.com/title/tt1741256/